# Conocliniopsis prasiifolia
Conocliniopsis es un género botánico monotípico perteneciente a la familia Asteraceae. Su única especie: Conocliniopsis prasiifolia es originaria de Sudamérica.

## Descripción
Las plantas de este género sólo tienen disco (sin rayos florales) y los pétalos son de color blanco, ligeramente amarillento blanco, rosa o morado (nunca de un completo color amarillo).

## Distribución
Se distribuyen por Venezuela, Brasil en la Caatinga y Cerrado y  en la vertiente oriental de la Cordillera Occidental, y de la Cordillera Central en el bosque húmedo premontano, y en los municipios de Medellín, San Luis y Tarso

## Taxonomía
Conocliniopsis prasiifolia fue descrita por  (DC.) R.M.King & H.Rob.  y publicado en Phytologia 23(3): 308. 1972.
Sinonimia
- Conoclinium prasiifolium DC.
- Eupatorium nepetoides Lindl. ex Baker[6]